# Macrostylis spinifera
Macrostylis spinifera is een pissebed uit de familie Macrostylidae. De wetenschappelijke naam van de soort is voor het eerst geldig gepubliceerd in 1864 door G.O. Sars.